# Kerstin Nicolaus

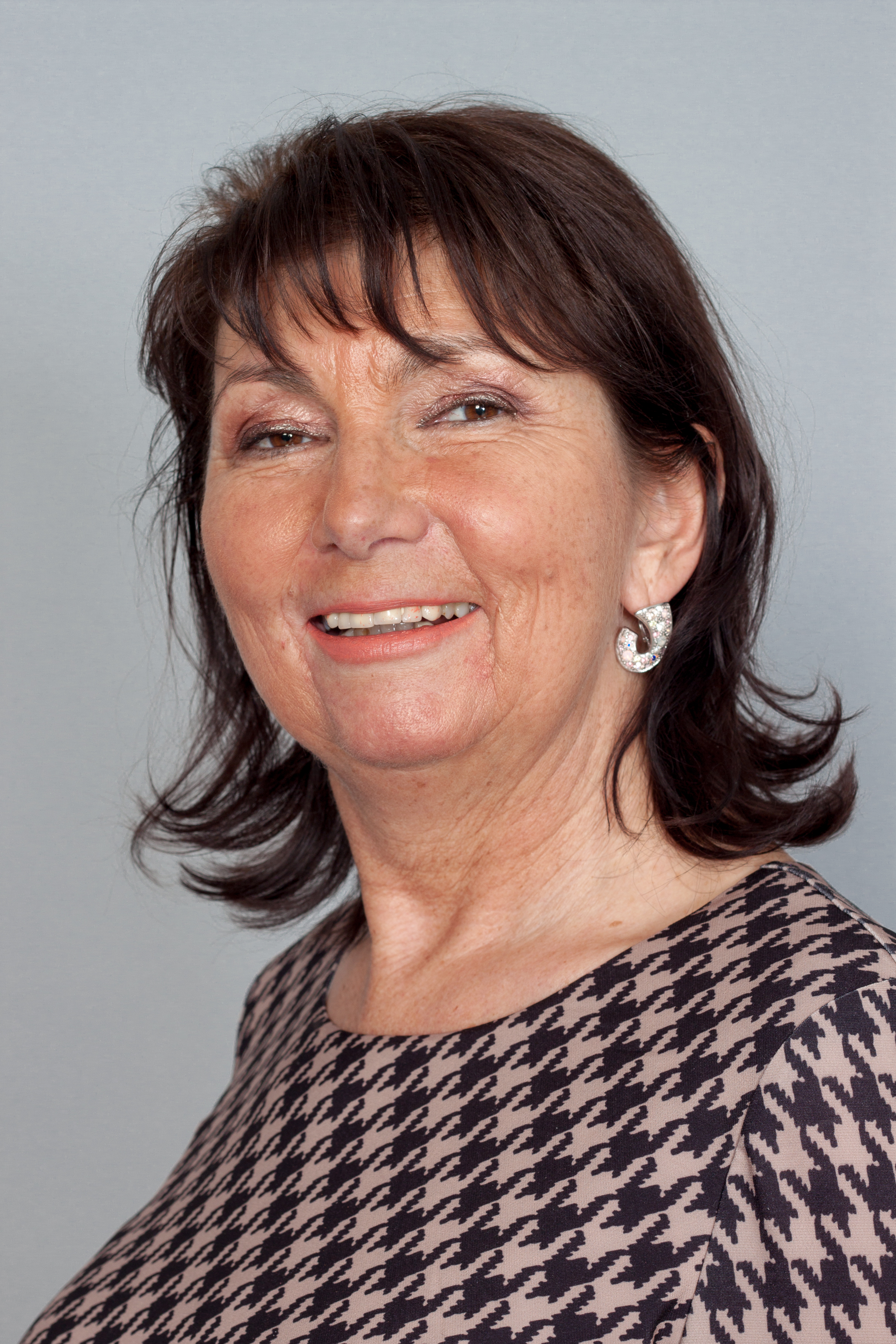
Kerstin Nicolaus 2013

Kerstin Nicolaus (* 8. Februar 1961 in Kirchberg) ist eine deutsche Politikerin (CDU). Seit 1994 ist sie Abgeordnete im Sächsischen Landtag.

## Leben und Beruf
Nach Beendigung der zehnten Klasse der POS absolvierte Nicolaus zwischen 1977 und 1979 eine Lehre zur Damenmaßschneiderin. Anschließend arbeitete sie im VEB Stola Bärenwalde, ab 1981 in der Funktion einer Abteilungsleiterin. Zwischen 1982 und 1985 bildete sie sich zur Meisterin des Damenmaßschneiderhandwerks weiter und war ab 1988 als selbstständige Gewerbetreibende tätig.
Kerstin Nicolaus ist evangelisch und hat vier Söhne. In dritter Ehe ist sie seit 2014 mit dem SPD-Abgeordneten Mario Pecher verheiratet.

## Politik

### Bürgermeisterin und Landtagsabgeordnete
1989 trat sie der CDU der DDR bei. 1990 wurde Nicolaus zur hauptamtlichen Bürgermeisterin von Hartmannsdorf bei Kirchberg gewählt. Nachdem sie 1994 über die Landesliste in den Sächsischen Landtag gewählt wurde, vertritt Nicolaus seit 1999 den Wahlkreis Zwickauer Land 1. Seit 1994 führte Nicolaus das Bürgermeisteramt in Hartmannsdorf ehrenamtlich weiter. Nicolaus hat seit 1999 den Vorsitz im Arbeitskreis Soziales, Gesundheit, Familie, Frauen und Jugend der CDU-Landtagsfraktion inne. Zugleich ist sie seit dieser Zeit sozial- und gesundheitspolitische Sprecherin der Fraktion. Nicolaus gehörte während der 4. Wahlperiode (2004–2009) den Landtagsausschüssen für Schule und Sport sowie für Soziales, Gesundheit, Familie, Frauen und Jugend an. In der 5. Wahlperiode ist sie erneut Mitglied im Ausschuss für Schule und Sport.
Bei der Landtagswahl in Sachsen 2019 wurde sie im Wahlkreis Zwickau 1 mit 39,7 Prozent der Direktstimmen zur Wahlkreisabgeordneten gewählt, bei der Landtagswahl in Sachsen 2024 holte sie das Direktmandat erneut, diesmal mit 37,8 Prozent der Erststimmen.

### Affäre um Fluthilfegelder nach Hochwasser 2002
Im Zusammenhang mit dem Hochwasser vom August 2002 geriet sie in die Schlagzeilen, als bekannt wurde, dass sie mit Fluthilfegeldern den hochwassergeschädigten Containerbau des gemeindeeigenen Sportlerheimes durch einen massiven Neubau ersetzen ließ. Weiterhin wurde nachgewiesen, dass sie gleichfalls Fluthilfegelder nach privaten Grundstücksverkäufen missbräuchlich für den Ausbau des Lärchenweges vom Feldweg zur Straße verwendet hat. Nach einer Verurteilung wegen Betruges zu einer Geldstrafe in Höhe von 3330 € durch das Amtsgericht Zwickau wurde Nicolaus am 8. Januar 2008 vom Regierungspräsidium Chemnitz von ihrem Dienst als Bürgermeisterin beurlaubt. Diese Entscheidung wurde am 1. Februar 2008 durch das Verwaltungsgericht Chemnitz bestätigt. Ein weiteres Verfahren wegen des Wegeausbaus wurde eingestellt.
Obgleich sie nicht bei den Kommunalwahlen am 8. Juni 2008 antrat, wurde Nicolaus mit über 70 % der Stimmen zur Bürgermeisterin von Hartmannsdorf gewählt. Sie setzte sich dabei deutlich gegen den einzigen zur Wahl angetretenen Kandidaten, den amtierenden Bürgermeister Rolf Dittrich, durch. Zuvor waren die Bürger der Gemeinde in einem anonymen Schreiben zum Eintrag von Kerstin Nicolaus auf den Wahlzetteln aufgefordert worden. Am 1. August 2008 kehrte sie in ihr Amt der Bürgermeisterin zurück.
Nachdem die Gemeinde Hartmannsdorf 79.000 Euro von Nicolaus für den Ausbau des Lärchenwegs zurückgefordert hatte, klagte sie gegen die Gemeinde vor dem Verwaltungsgericht Chemnitz. Ihre Klage wurde abgewiesen. Sie erstritt sich Prozesskostenhilfe vor dem Sächsischen Oberverwaltungsgericht in Bautzen.

### Affäre um Reisekostenabrechnungen
Wegen Betrugsvorwürfen in Zusammenhang mit Abrechnungen von Dienstfahrten in mehr als 400 Fällen beantragte die Staatsanwaltschaft im Mai 2008 die Aufhebung ihrer Immunität. Am 1. Juli 2008 fasste der Immunitätsausschuss des Sächsischen Landtages den Beschluss zur Durchführung einer Durchsuchung im Zuge von Ermittlungen wegen Untreue. Am 10. Juli 2009 beantragte die Staatsanwaltschaft Zwickau einen Strafbefehl wegen Betrugs in 421 Fällen. Anfang April 2010 gab die Staatsanwaltschaft bekannt, dass nur noch in verringerter Anzahl der Fälle gegen Nicolaus ermittelt werde. Der Strafbefehl über 421 Fälle wurde nach einer Prüfung zurückgezogen. Im Mai 2010 wurde durch das Amtsgericht Zwickau wegen Betrugs in letztlich 85 Fällen doppelter Reisekostenabrechnung ein Strafbefehl in Höhe von 3500 € erlassen, der von Nicolaus auch akzeptiert wurde. Die Landesdirektion Chemnitz prüft die Notwendigkeit dienstrechtlicher Konsequenzen.